# Hi5
Hi5는 2003년부터 운영된 소셜 네트워킹 서비스 (SNS)이다.

## 같이 보기
- 소셜 네트워크 웹사이트 목록
- VK (소셜 네트워크)
- 페이스북
- 프렌드스터
- 오르컷